# Anyphops helenae
Anyphops helenae là một loài nhện trong họ Selenopidae.
Loài này thuộc chi Anyphops. Anyphops helenae được George Newbold Lawrence miêu tả năm 1940.